# サンチャ・サンチェス・デ・カスティーリャ
サンチャ・サンチェス・デ・カスティーリャ（スペイン語：Sancha Sánchez de Castilla, 1006年 - 1027年）は、カスティーリャ伯サンチョ・ガルシアとウラカ・ゴメスの娘。バルセロナおよびジローナ伯妃。

## 生涯
サンチャは1021年にバルセロナ伯・ジローナ伯バランゲー・ラモン1世と結婚し、以下の子女が生まれた。
- ラモン・バランゲー1世（1023年 - 1076年） - バルセロナ伯、ジローナ伯
- サンチョ・バランゲー（1058年3月6日以降） - オレルドラを首都とするリュブラガート川の南側の辺境領を継承したが、サン・ベニート・デ・バジェスの修道院に入るときに兄ラモン・バランゲーに譲り渡した。